# Madison, Connecticut
Madison är en kommun (town) i New Haven County i delstaten  Connecticut, USA med 18 629 invånare (2010). Den har enligt United States Census Bureau en area på 95,3 km².